# Даскал-Атанасово
Даскал-Атанасово е село в Южна България. То се намира в община Раднево, област Стара Загора.